# Laurent Lafforgue
Laurent Lafforgue, francoski matematik, * 6. november 1966, Antony, Francija.

## Priznanja
Nagrade
- Fieldsova medalja (2002)
- Raziskovalna nagrada Clay (2000)

1. ↑  MacTutor History of Mathematics archive — 1994.
2. ↑  Enciclopedia della Matematica — Istituto dell'Enciclopedia Italiana.